# Marvels
Marvels es una serie limitada de la editorial Marvel Comics publicada en 1994. Fue escrita por Kurt Busiek, dibujada por Alex Ross y editada por Marcus McLaurin. Originalmente publicada como una serie limitada de 4 números se imprimió posteriormente un quinto volumen (El "volumen 0") que añadía material adicional. Marvels fue un éxito, ganando diferentes premios e impulsando las carreras de Busiek y Ross. En 1995, se editó una compilación de Marvels en edición especial que incluía la otra historia de la Antorcha Humana. Posteriormente Marvel publicó series similares bajo el título de "Marvels", con otros guionistas y dibujantes, ninguna de las cuales fue tan exitosa como la original.

## Historia
La novela nos muestra el origen del universo Marvel y la llegada de los mutantes a la vida diaria de las personas, mostrado todo desde el punto de vista de Phil Sheldon, un joven reportero y fotógrafo que, desde principios de la década de los 40 hasta su jubilación en los años 70, atestigua como su mundo cambia para siempre ante la aparición de los superhéroes, referidos por Phil como "Prodigios" (Marvels) durante toda la narrativa, y como las personas a su alrededor se encuentran tanto asombradas como intimidadas por estos seres con habilidades sobrenaturales.

## Premios
En 1994 gana los siguientes premios Eisner:
Mejor serie limitada.
Mejor dibujante: Alex Ross
Mejor portada: Alex Ross
Mejor número unitario, Marvels #2 "Monsters"

## En otros medios

### Televisión
- Phil Sheldon hace un cameo en el episodio de The Super Hero Squad Show "This Al Dente Earth!" expresado por Charlie Adler. Él toma una foto de Iron Man, Silver Surfer y Galactus después de que Silver Surfer convence a Galactus de no devorar la Tierra y muchos otros planetas o dimensiones.